# لا تلم الطفل (فلم)
لا تلم الطفل (بالإسبانية: ?Qué Culpa Tiene el Niño¿) فيلم كوميديا رومنسية مكسيكي، إخراج غوستافو لوز وبطولة كارلا سوزا وريكاردو أباركا. عرض في صالات السينما في المكسيك في 13 مايو، 2016. كما توفر للعرض حسب الطلب على نتفليكس حول العالم.

## الممثلين والشخصيات
- كارلا سوزا بدور مارو[2]
- ريكاردو أباركا بدور ريناتو
- بياسيني سيغورا بدور إل كادافير
- جيراردو تارسينا بدور بلوتاركو
- صوفيا سيسينيا بدور لاورا
- روسيو غارسيا بدور باولينا
- فابيولا غواردادو بدور دانيلا

## الإستقبال
حصل الفيلم على تقييم 54%، 5.8 من 10، كما حصل على تقييم 6.8 على موقع قاعدة بيانات الأفلام على الإنترنت.

## وصلات خارجية
- مقالات تستعمل روابط فنية بلا صلة مع ويكي بيانات